# FK RFS
Az FK RFS, teljes nevén Futbola klubs Rīgas Futbola skola egy lett labdarúgócsapat. A klubot 2005-ben alapították, jelenleg a lett élvonalban szerepel.

## Története
2003-ban Vlagyimir Beljaev és Andrej Baharev úgy döntött, újjáéleszti a rigai "Daugava" klubot, majd 2005-ben meg is alapították. 2007-ben megnyerték a másodosztályt, de a következő szezonban az élvonalban nem tudtak bent maradni. 2019-ben megnyerték a kupát. 2021-ben először nyerték meg a bajnokságot.

## Sikerlista
- Lett bajnokság
  - Győztes (3): 2021, 2023, 2024
  - 2. helyezett (2): 2019, 2020
- Lett Kupa
  - Győztes (3): 2019, 2021, 2024
  - Döntős (1): 2022

## Jelenlegi keret
2024. augusztus 15-i állapotnak megfelelően.
| #  |     | Poszt | Név                |
| -- | --- | ----- | ------------------ |
| 1  | LAT | K     | Pāvels Šteinbors   |
| –  | LAT | V     | Niks Sleide        |
| 3  | NGA | CS    | Victor Osuagwu     |
| 6  | GAM | KP    | Alfusainey Jatta   |
| 7  | CIV | CS    | Ismaël Diomandé    |
| 8  | GEO | KP    | Lasa Odisarija     |
| 9  | LAT | CS    | Jānis Ikaunieks    |
| –  | BFA | CS    | Faycal Konate      |
| 11 | LAT | V     | Roberts Savaļnieks |
| 13 | LAT | K     | Jevgēņijs Ņerugals |
| 15 | CMR | CS    | Rostand Ndjiki     |
| 16 | LAT | CS    | Sergejs Vilkovs    |
| 17 | CIV | CS    | Cedric Kouadio     |
| 18 | LAT | CS    | Dmitrijs Zelenkovs |
| 21 | LAT | V     | Elvis Stuglis      |

| #  |     | Poszt | Név               |
| -- | --- | ----- | ----------------- |
| 22 | SRB | CS    | Darko Lemajić     |
| 23 | ALB | V     | Herdi Prenga      |
| 24 | JPN | KP    | Nagaszava Mikaze  |
| 25 | CZE | V     | Petr Mareš        |
| 26 | SRB | KP    | Stefan Panić      |
| 27 | FIN | KP    | Adam Markhiyev    |
| 28 | LAT | KP    | Dāvis Sedols      |
| 30 | GAM | KP    | Rasid Nije        |
| 40 | CMR | K     | Fabrice Ondoa     |
| 43 | SLO | V     | Žiga Lipušček     |
| 49 | LAT | KP    | Mārtiņš Ķigurs    |
| 70 | SRB | KP    | Dragoljub Savić   |
|    | JPN | KP    | Karasima Jukijosi |
|    | SEN | CS    | Mor Talla         |

## Menedzserek
- Vladimirs Beļajevs (2003–2009)
- Sergejs Semjonovs (2009–2012)
- Igors Stepanovs (2013–2014)
- Jurijs Popkovs (2015–2016)
- Jurijs Ševļakovs (ideiglenes) (2016)
- Oleg Vaszilenko (2016)
- Jurijs Ševļakovs (2016)
- Andrejs Kaļiņins (2017)
- Valds Dambrausks (2017–2020)
- Viktors Morozs (2020–jelenleg is)